# أنتونيو ألزامندي
أنتونيو ألزامندي (بالإسبانية: Antonio Alzamendi)‏ (مواليد 7 يونيو 1956) هو لاعب كرة قدم. يلعب مع منتخب الأوروغواي لكرة القدم. سبق له أن لعب في كأس العالم لكرة القدم مع منتخب بلاده.

## روابط خارجية
- أنتونيو ألزامندي على موقع الاتحاد الدولي (مؤرشف)  (الإنجليزية)
- أنتونيو ألزامندي على موقع الاتحاد الأوربي (الإنجليزية)
- أنتونيو ألزامندي على موقع قاعدة بيانات كرة القدم.إي يو (الإنجليزية)
- أنتونيو ألزامندي على موقع ناشيونال فوتبول تيمز (الإنجليزية)